# Muzykoterapia Nordoff-Robbins
Muzykoterapia Nordoffa-Robbinsa (ang. Nordoff-Robbins music therapy,
także: Creative Music Therapy) – odmiana muzykoterapii (indywidualnej lub grupowej), której nazwa pochodzi od nazwisk jej twórców: angielskiego pedagoga, Clive'a Robbinsa i amerykańskiego kompozytora oraz pianisty Paula Nordoffa.

## Historia i charakterystyka
Współpraca twórców metody rozpoczęła się w 1959, kiedy to pracowali oni z dziećmi autystycznymi i takimi, które miały ze sprzężone upośledzenia, których niedostatki ograniczały im możliwości komunikowania się z otoczeniem. W procesie terapeutycznym stworzyli zręby koncepcji muzykoterapeutycznej o uniwersalnym zastosowaniu, której celem głównym jest przeżywanie, budowanie i uzewnętrznianie przez dziecko własnej tożsamości. Z punktu widzenia terapeuty najistotniejsze jest natomiast dotarcie do pacjenta poprzez muzykę i nawiązanie z nim kontaktu przy użyciu dźwięków. Cechą charakterystyczną metody jest postawienie wyśrubowanych celów – oba priorytety mają zostać zrealizowane niezależnie od tego jak dalece posunięta jest deformacja osobowości przez chorobę.
Metoda wykorzystywana jest obecnie (ambulatoryjnie, jak i w placówkach stacjonarnych) w psychiatrii, geriatrii, medycynie somatycznej oraz paliatywnej, w hospicjach i w procesie rehabilitacji. Zalicza się do muzykoterapii aktywnej, tj. w procesie tworzenia dźwięków i muzyki uczestniczą zarówno terapeuci, jak i pacjenci. Terapeuta moderuje improwizowane impulsy wysyłane przez uczestnika terapii, a następnie aktywnie je rozwija, nawiązując swoisty muzyczny dialog. Istotny jest nacisk na kreatywność uczestnika, a choroba postrzegana jest jako ograniczenie, blokada możliwości pacjenta, utrudniająca mu wolne tworzenie. Terapia umożliwić ma jednostce autonomiczne działanie twórcze, kreację i przeżywanie otaczającego go świata. 

## Zastosowanie
U dzieci (zwłaszcza kilkuletnich) metoda stosowana jest przy leczeniu astmy, schorzeń dermatologicznych, u pacjentów z alergiami pokarmowymi, lękliwych, nieśmiałych i płaczliwych, nie odnoszących korzyści z terapii werbalnych. W większości wypadków zauważa się w tej grupie poprawę dobrostanu dzieci. W leczeniu przewlekłego bólu głównym celem jest nauczenie pacjenta konstruktywnego obchodzenia się z cierpieniem. W psychiatrii terapia ma charakter długofalowy, porządkujący chaos myślowy i emocjonalny, redukujący lęki, polepszający motorykę i stabilizujący emocje. W medycynie paliatywnej stanowi oderwanie od szpitalnej codzienności, tematyki śmierci i cierpienia, operuje spokojnymi i łagodnymi tonacjami oraz dźwiękami. 

## Nauczanie
Metoda wykładana jest na specjalnych kursach (cztery semestry studiów podyplomowych) w Wielkiej Brytanii, USA, Niemczech, Japonii i Australii. Konieczne jest odbycie wyższych studiów muzycznych, praktyki pielęgniarskiej i zdanie egzaminu wstępnego. Wymagana jest umiejętność gry na fortepianie – podstawowym instrumencie muzycznym stosowanym w metodzie.